# Dimityr Wasew
Dimityr Wasew (ur. 10 września 1965 w Sofii) – bułgarski piłkarz, występujący na pozycji obrońcy, oraz trener piłkarski.

## Kariera piłkarska
Jako zawodnik najdłużej - w sumie dwadzieścia pięć lat - związany był z Łokomotiwem Sofia, chociaż grał również w Chinach i Stanach Zjednoczonych. W barwach Łokomotiwu rozegrał blisko trzysta meczów, a jego największymi osiągnięciami z tego okresu jest dwukrotne wicemistrzostwo oraz Puchar kraju.
Zaliczył również siedemnaście występów w reprezentacji Bułgarii. Zadebiutował w niej 13 kwietnia 1988 w towarzyskim meczu z NRD (1:1), a następnie wziął udział w dwu spotkaniach eliminacji do Mundialu 1990. Ostatni raz zagrał w kadrze w 1993 roku.

## Sukcesy piłkarskie
- wicemistrzostwo Bułgarii 1985 i 1995 oraz Puchar Bułgarii 1995 z Łokomotiwem Sofia

## Kariera szkoleniowa
Po zakończeniu kariery piłkarskiej pozostał w Łokomotiwie Sofia jako trener młodzieży. W 2008 roku został włączony przez nowego szkoleniowca Dragomira Okukę do sztabu pierwszej drużyny. Po zwolnieniu Serba wiosną 2010 roku zajął jego miejsce. Nie zdołał obronić trzeciej pozycji w lidze i na koniec sezonu jego zespół zajął czwarte miejsce, nie premiowane grą w europejskich pucharach.
Po słabszych wynikach, został zwolniony już na początku kolejnych rozgrywek.